# Agrochola saturata
Agrochola saturata là một loài bướm đêm trong họ Noctuidae.